# Thuburbo Majus
Thuburbo Majus est un site archéologique situé au nord de la Tunisie, à une soixantaine de kilomètres au sud-ouest de Tunis, près de l'actuelle ville d'El Fahs. On peut admirer ses ruines depuis les rives de l'oued Miliane à Henchir Kasbat.
Identifié au milieu du XIXe siècle, les fouilles y sont restées incomplètes malgré plusieurs campagnes qui ont livré un matériel important déposé au musée national du Bardo, notamment des mosaïques et les fragments d'une statue colossale de Jupiter.
De par ces fouilles inachevées, en dépit de vestiges importants, en particulier ceux du Capitole, une grande partie des quarante hectares du site reste à dégager.

## Localisation

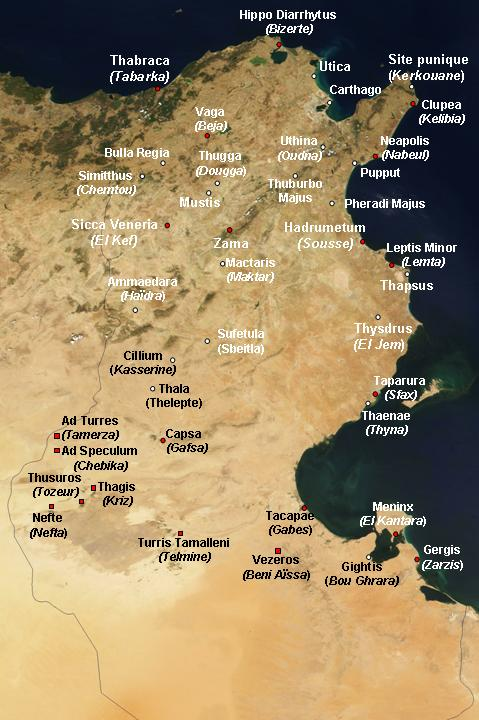
Site de Thuburbo Majus au nord de la Tunisie antique.

Située à 65 kilomètres de Carthage et à une faible distance d'Oudna, la cité présente le double avantage d'être localisée dans une riche région céréalière et au carrefour de routes commerciales. Elle est également située entre l'ancienne Bagrada et l'oued Miliane, à flanc de coteau.

## Histoire

### De la localité libyco-punique à la cité romaine

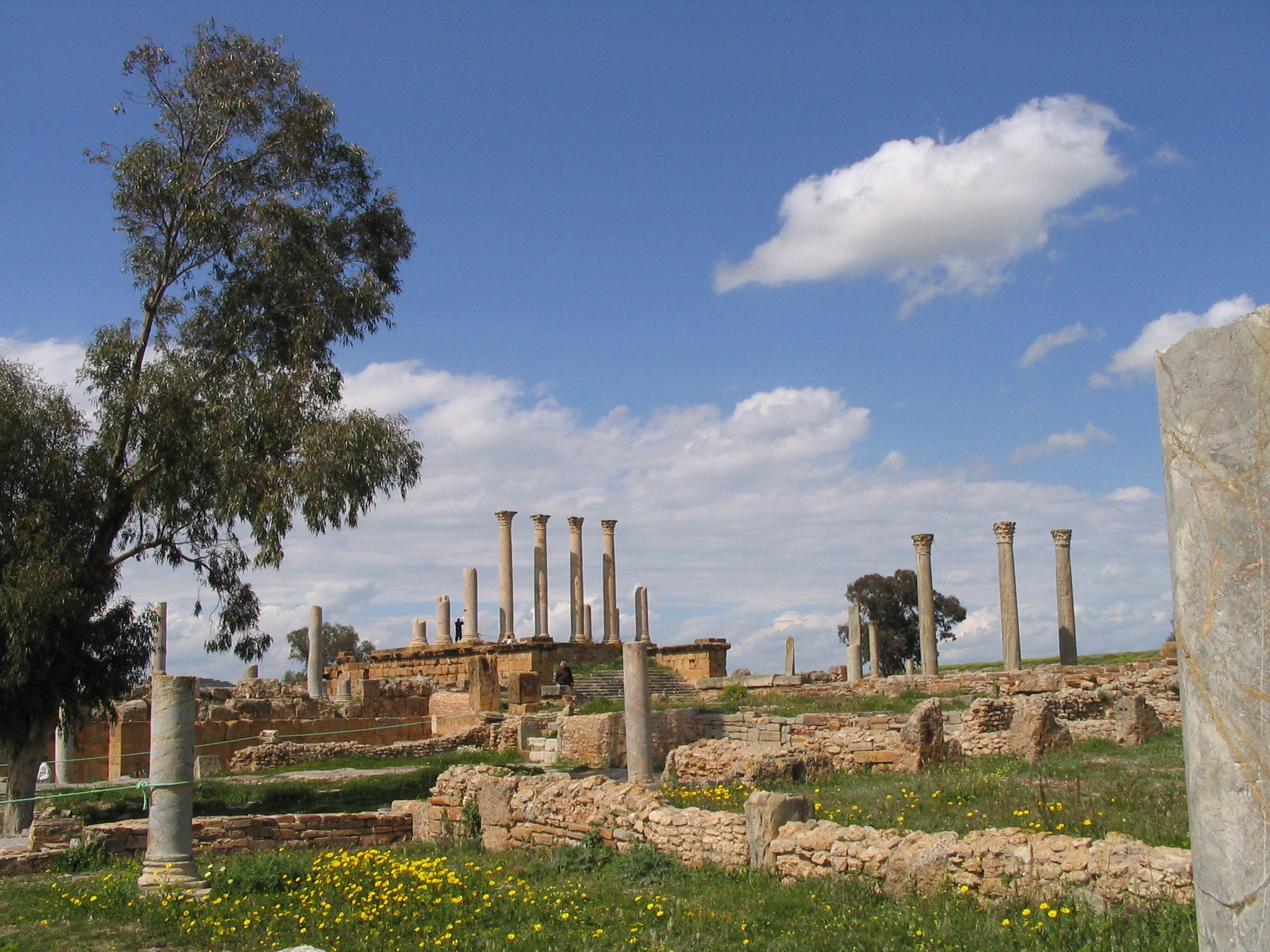
Vue vers le Capitole.

Elle devient un chef-lieu de district (pagus autant que civitas) en 27 av. J.-C., sous le règne de l'empereur Auguste. On suppose que l'endroit était déjà habité auparavant par les Berbères puis, de manière assurée, par les phénico-puniques de par la place des cultes des deux divinités principales à l'époque postérieure : Saturne reprend le culte de Ba'al Hammon et Junon Caelestis reprend le culte d'Astarté.
En 128, sous le règne d'Hadrien, la ville obtient le droit de cité (municipe) et parvient à maturité entre 150 et 250. Sa prospérité repose alors essentiellement sur le commerce entre l'intérieur des terres et les villes côtières. Selon les estimations, la ville compte à cette époque entre 7 000 et 12 000 habitants. L'empereur Commode octroie à la ville, rebaptisée Colonia Julia Aurelia Commoda, le statut de colonie romaine en 188. L'intégration à l'empire et la prospérité permettent à la cité de se parer d'édifices publics.
La cité commence à décliner vers la fin du IIIe siècle. L'empereur Constantin tente de revivifier l'agglomération qui compte alors encore 1 000 habitants. Renommée Res Publica Felix Thuburbo Majus, elle reçoit une nouvelle impulsion sous le règne de Constance II qui poursuit une politique de reconstruction, en particulier des thermes.
Elle entre cependant à nouveau en déclin sous le coups des invasions vandales et des combattants arabes qui propagent l'islam de village en village. La colonie est fortement endommagée par un tremblement de terre.

### Évêché

Plan général du site de Thuburbo Majus qui est encore très incomplètement fouillé.

La ville devient par la suite un évêché, siège du diocèse de Thuburbo Majus suffragant de l'archidiocèse de Carthage, dont on connaît au moins quatre évêques : Sedatus qui prit part au concile de Carthage (256), Faustus qui prit part au concile d'Arles (314), saint Cyprien qui participa au concile des Églises de Carthage (412), au cours duquel il s'opposa au donatiste Rufinus, et Bennatus qui fut banni sous le règne d'Hunéric (484).
L'Église catholique le reconnaît aujourd'hui comme un évêché in partibus.

### Redécouverte du site
C'est seulement en 1857 que l'archéologue français Charles-Joseph Tissot arrache la ville de l'oubli. Les fouilles sont reprises en 1912 puis vers 1930, sous l'impulsion de Louis Poinssot, et enfin en 1957. L'essentiel des fouilles est effectué de 1912 à 1936. Un siècle et demi après sa découverte, les fouilles sont encore inachevées en raison de l'ampleur du site.

## Édifices
De nos jours, en dépit du caractère partiel des fouilles effectuées, et de par l'importance de ses ruines, elle constitue l'un des plus beaux sites archéologiques de Tunisie.

Plan du centre du site archéologique.

Les bâtiments dégagés, outre le Capitole, sont relativement modestes, ce caractère étant à relier aux faibles ressources des habitants.
De même, les temples ont été transformés en églises à l'époque romaine, aucune construction religieuse nouvelle n'ayant alors été entreprise.

### Édifices religieux

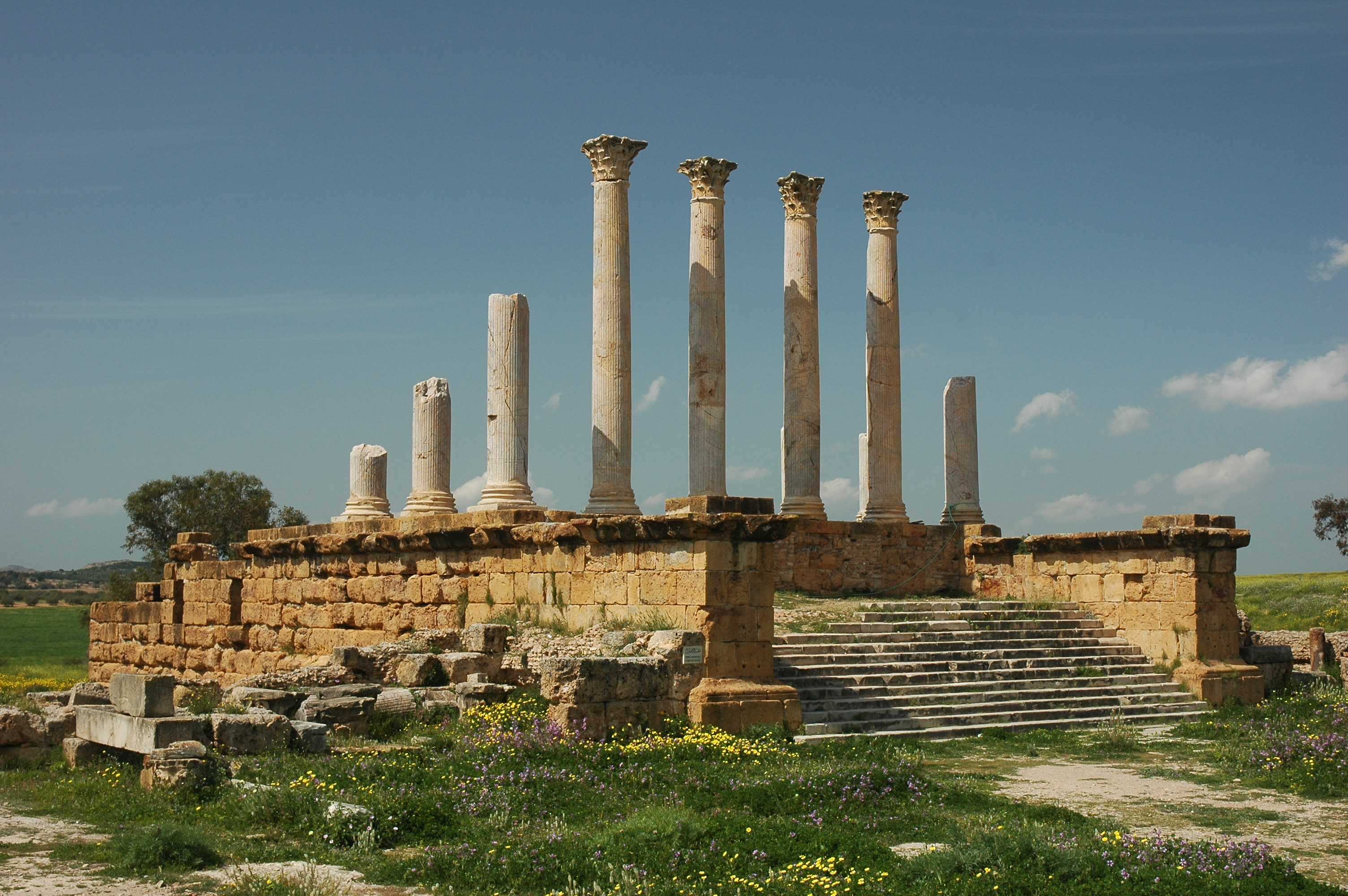
Vue du Capitole.

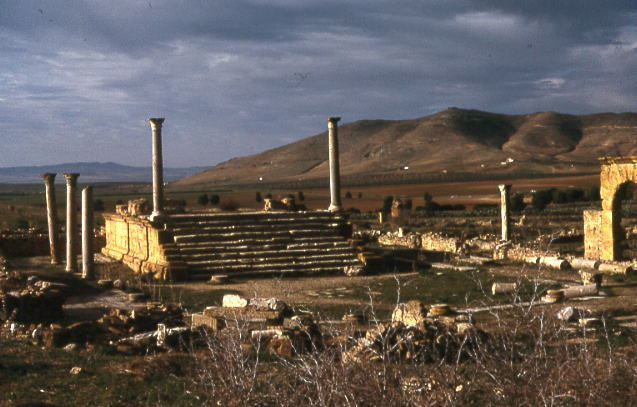
Temple de Baalat.

De son Capitole daté de 168, quatre impressionnantes colonnes corinthiennes de 8,50 mètres ont survécu sur les 6 de la façade initiale à l'épreuve du temps et ont été redressées. La taille de la construction est comparable à celle du Capitole de Dougga, derrière lequel il se situe de par son état de conservation. Les fouilles ont également livré les fragments de la statue colossale située au musée national du Bardo à Tunis, ainsi que trois favissæ.
Le temple de Mercure, consacré en 211, se situe sur son côté nord-ouest, et possède un péristyle circulaire possédant huit colonnes. La proximité de la construction avec le forum suit les préconisations de Vitruve. On y trouve aussi deux sanctuaires consacrés à Saturne, dont l'un possède un plan de type oriental et aurait été bâti aux IIe ou Ier siècle av. J.-C.. Ce dernier sanctuaire, comme ceux de Mercure et de Junon Caelestis, a été utilisé comme église au VIe siècle

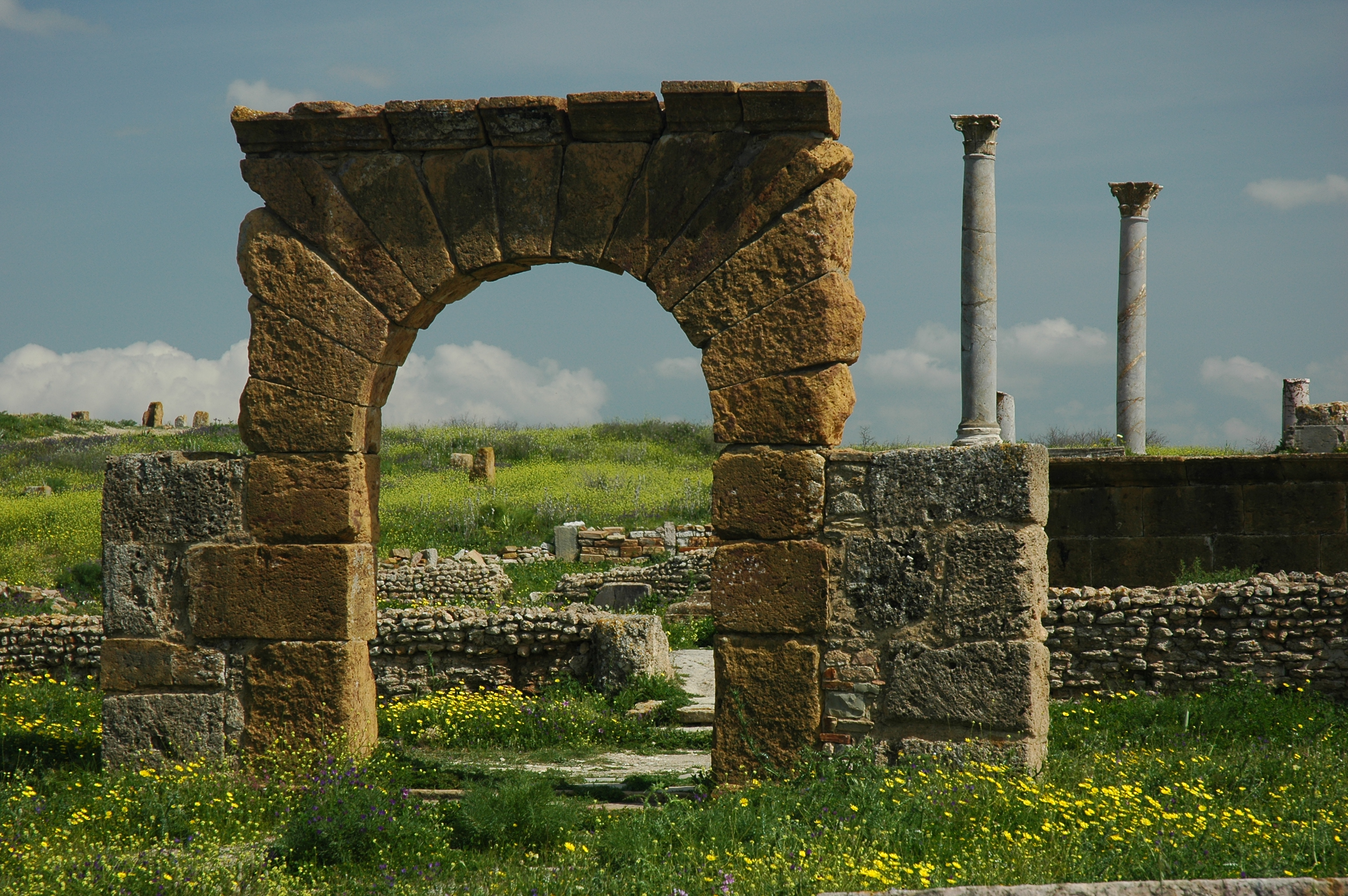
Temple de Junon Caelestis.

L'un des temples de Saturne a été bâti en hauteur. On y trouve également un « temple de Baalat », possédant un plan fréquent en Afrique, avec une cour outre le temple stricto sensu qui a été par la suite transformé en basilique chrétienne.

### Édifices civils
En contrebas du temple s'étend un forum carré à péristyle de 45 mètres de côté, édifié au IIe siècle et restauré au IVe siècle, bordé sur trois côtés par des portiques et le Capitole. On y accède par deux portes de petites dimensions sur ses côtés sud-ouest et sud-est.
À proximité se trouvent les vestiges de la curie, dont l'aménagement intérieur a pu être restitué, avec ses gradins et son estrade.
On peut également y voir un macellum (marché), place dont les côtés possèdent des boutiques.

### Édifices de loisirs
Au sud-ouest du site, les vestiges des thermes d'hiver et d'été, avec de remarquables mosaïques, témoignent de l'architecture des bains de l'époque romaine.
Les « thermes d'hiver », s'étendant sur 1 600 m2, ont été construits à une date mal assurée, dans la seconde moitié du IIe siècle ou au début du IIIe siècle. Le complexe thermal a été rénové entre 395 et 408, une autre rénovation ayant eu lieu à une époque tardive indéterminée. La construction est encore utilisée à la fin du Ve siècle ou au début du VIe siècle. Doté de trois piscines, le frigidarium ne mesurait cependant qu'environ 70 m2. Deux des piscines ont été supprimées, peut-être au Ve siècle alors qu'une aile adjointe à la même époque est considérée par Yvon Thébert comme un espace consacré aux réunions.
Les « thermes d'été », à proximité immédiate du forum, étaient très richement ornés. À proximité se trouvent des latrines. Ils ont été construits à la fin du IIe ou au début du IIIe siècle. L'édifice, s'étendant sur 2 800 m2, avec un frigidarium de 125 m2, est à considérer comme un édifice de taille moyenne. L'ensemble a subi de nombreux remaniements non datables mais a été restauré de façon assurée en 361. Il a existé un débat entre archéologues à propos de l'imbrication des divers éléments de la zone, et des incidences des constructions de la palestre des Petronii et des grandes latrines semi-circulaires sur l'espace thermal, en particulier les accès qui ont dû changer lors des divers bouleversements.

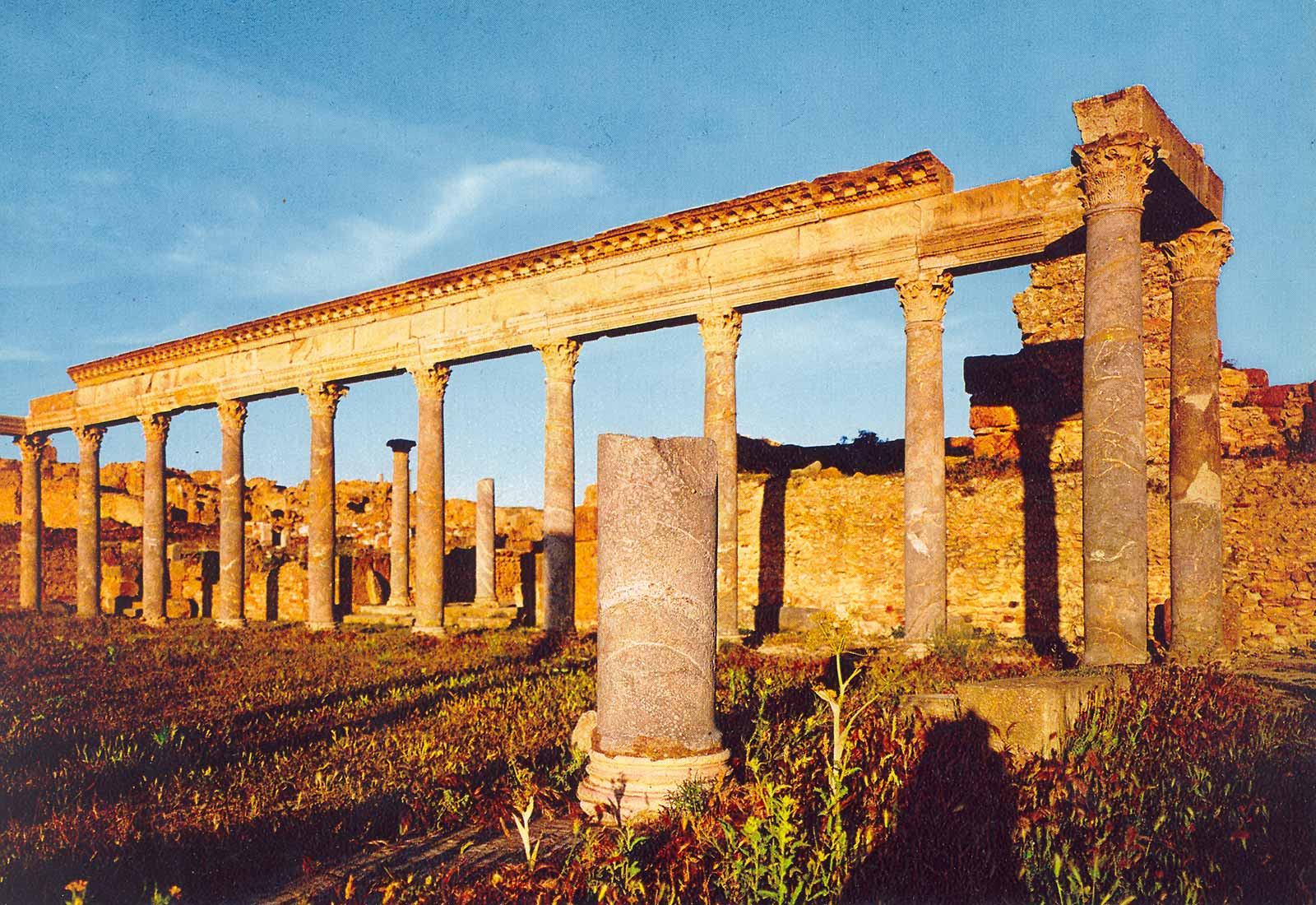
Palestre des Petronii en 1963.

Située au nord-est des « thermes d'été », la palestre offerte par les Petronii à la ville en 225 était destinée à la pratique du sport. Proche de la palestre a été découvert un bas-relief représentant des ménades en train de danser, ce qui illustre l'imitation de modèles classiques dès le Ier siècle. L'un des côtés de l'édifice a fait l'objet d'un remontage, ce qui en fait un des atouts du site, les autres façades étant dans un état de ruines avancé.
L'orientation des salles chaudes des thermes a permis l'identification des deux lieux à l'usage lié à la saison : salles chaudes au nord pour les thermes d'été, au sud pour les thermes d'hiver. Le site possédait d'autres installations thermales, les « thermes du labyrinthe », les « thermes du Capitole », outre des thermes situés dans la « maison aux communs ».
Thuburbo Majus accueille par ailleurs un amphithéâtre qui prenait appui sur le relief et qui n'est pas encore totalement dégagé.

### Quartiers d'habitations

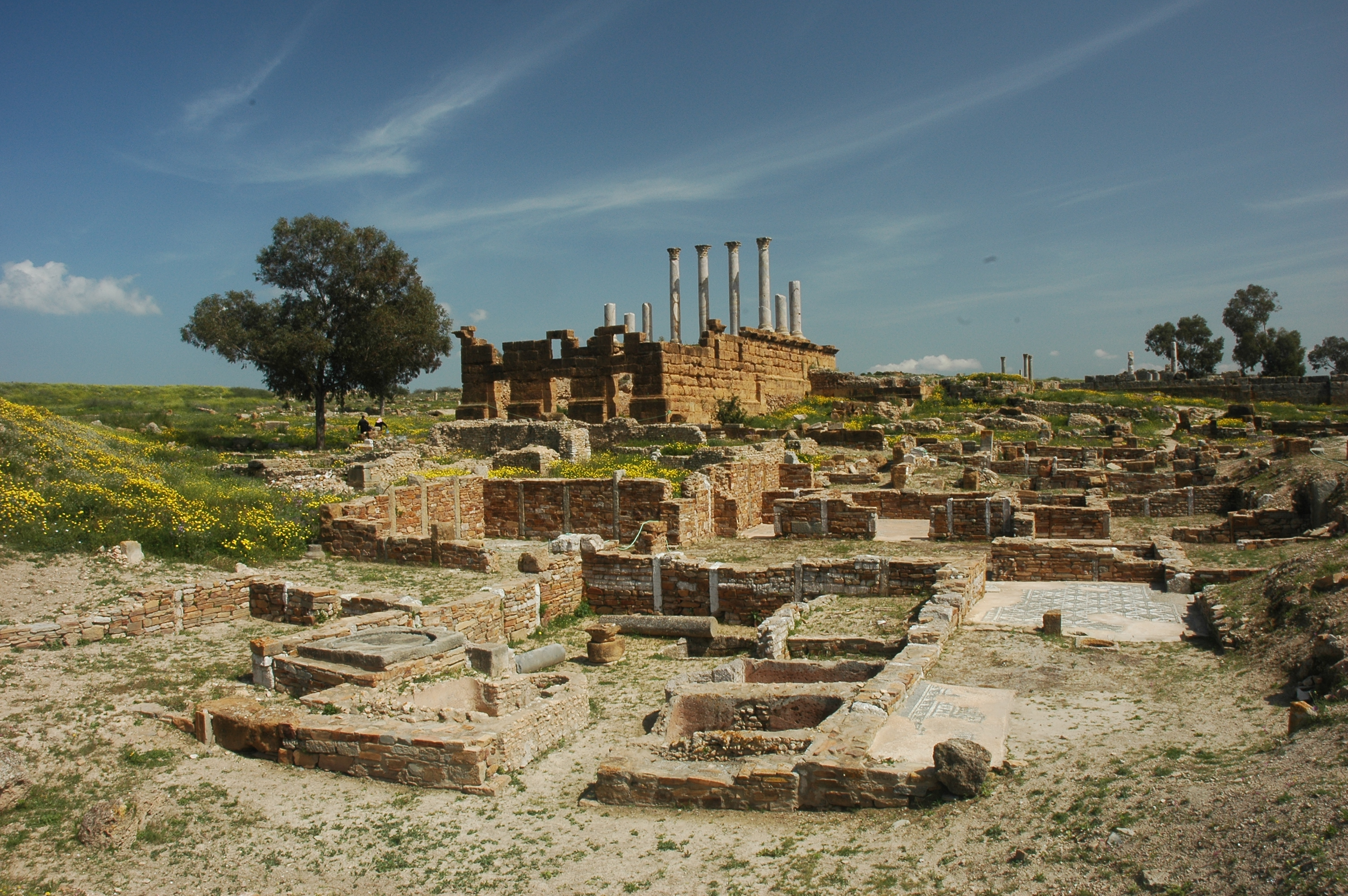
« Maison du pressoir à huile » avec au fond le Capitole.

L'habitat privé a été moins l'objet de fouilles que les monuments publics ou religieux. Cependant, environ une vingtaine de maisons privées ont été dégagées.
Les constructions privées, de par la dureté du matériau local, étaient bâties de béton de plâtre.
Les archéologues ont pu déterminer que les classes aisées vivaient dans le quartier occidental de la cité, le quartier septentrional abritant des classes davantage populaires du fait de la proximité d'installations artisanales, en particulier des huileries.
À proximité du forum ont été retrouvées des habitations luxueuses, au sol recouvert de mosaïques et de marbre, certaines possédant un système de chauffage.

## Découvertes effectuées sur le site

### Œuvresin situ

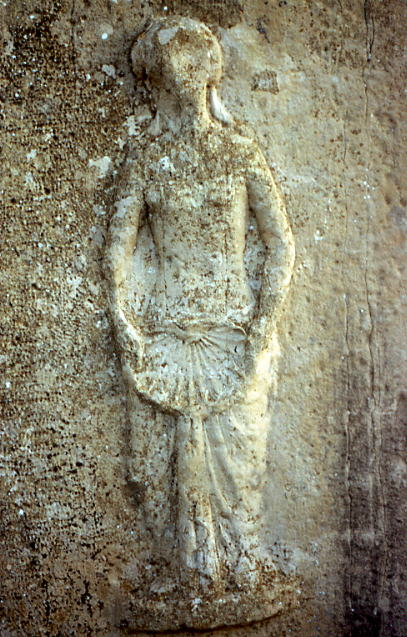
Détail d'un bas-relief trouvé sur le site.

Les fouilles qui ont eu lieu sur le site sont datées d'une période où la dépose des œuvres était une pratique courante. De ce fait, le site est relativement dépouillé. Cependant, on trouve tout de même un petit musée sur le site.

### Œuvres déposées au musée national du Bardo
Les découvertes les plus remarquables ont été déposées au musée national du Bardo. Parmi celles-ci, on trouve une tête, mesurant 1,35 mètre pour 1,2 tonne, d'une statue de Jupiter atteignant sept mètres de hauteur, ainsi que des mosaïques.
Un naïskos de la première moitié du IIe siècle av. J.-C.., chapelle miniature dédiée à Déméter, retrouvé sur le site est selon Serge Lancel un résumé du temple de basse-époque punique, une synthèse de l'art grec avec une origine orientale.

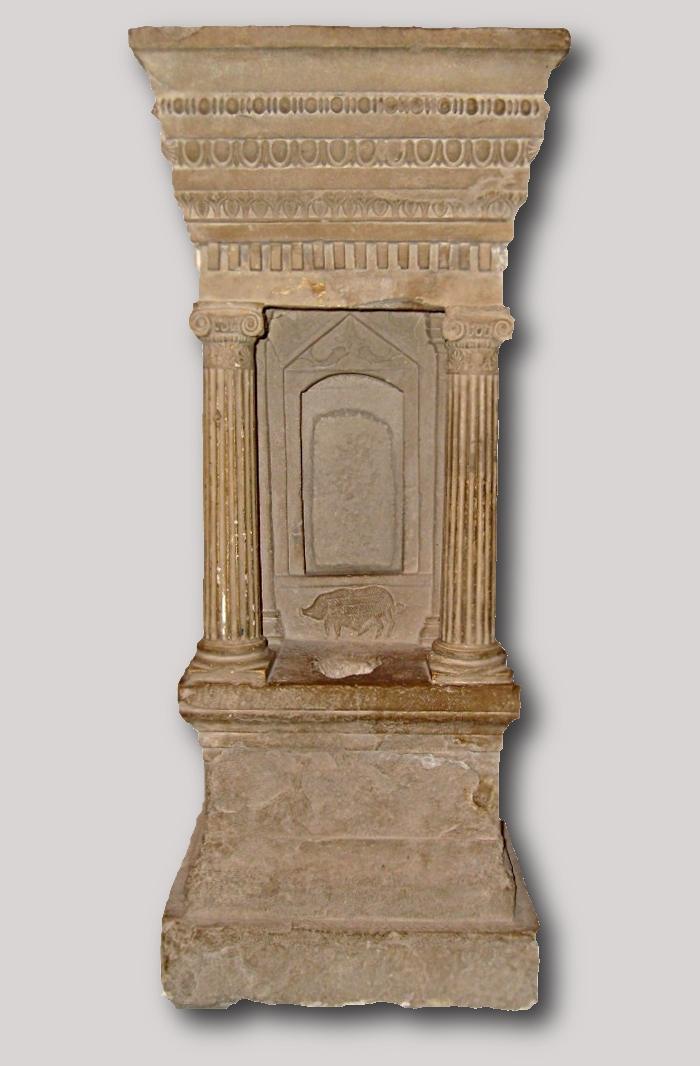
Naïskos.
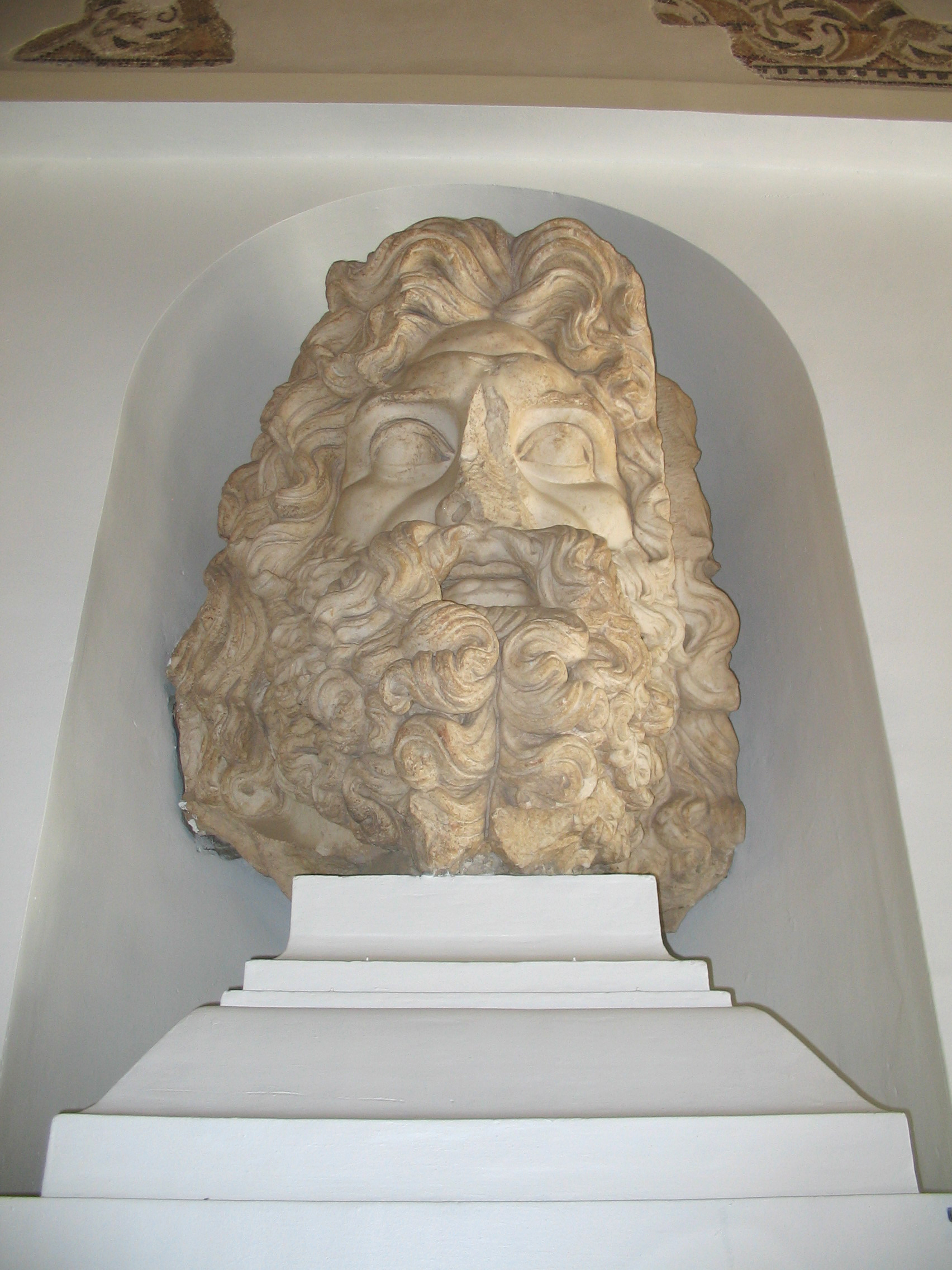
Tête de Jupiter découverte dans le Capitole.
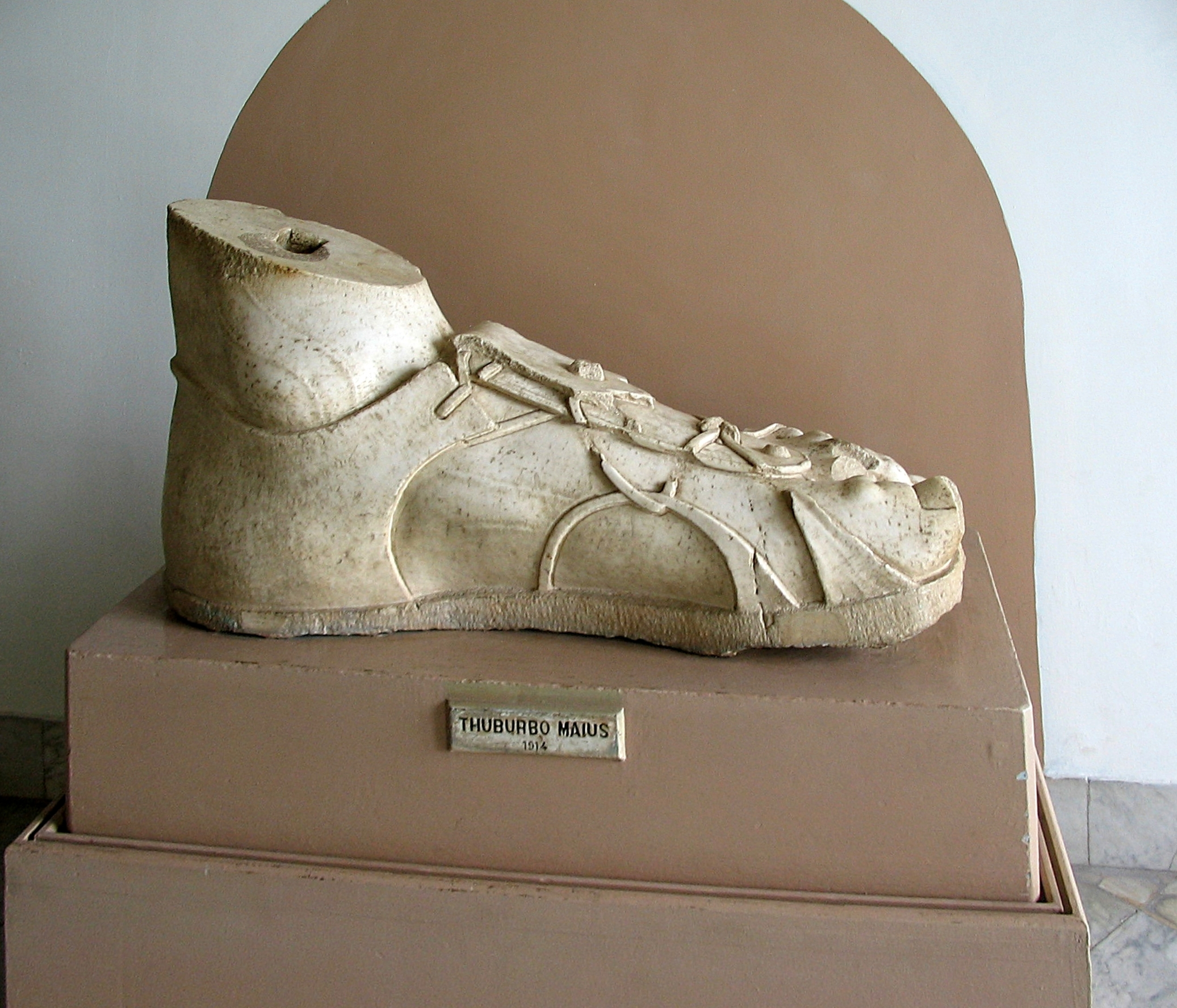
Pied de la statue colossale du Capitole.

Dans la salle dite du Mausolée sont exposées diverses mosaïques livrées par le site, dont celle des protomés d'animaux d'amphithéâtre : cette mosaïque, datée de la seconde moitié du IVe siècle, avait une finalité commémorative pour rappeler un spectacle offert par un riche notable. L'œuvre appartient à une série tardive où le motif végétal est très présent.

Détail de la mosaïque représentant des protomés d'animaux d'amphithéâtre.
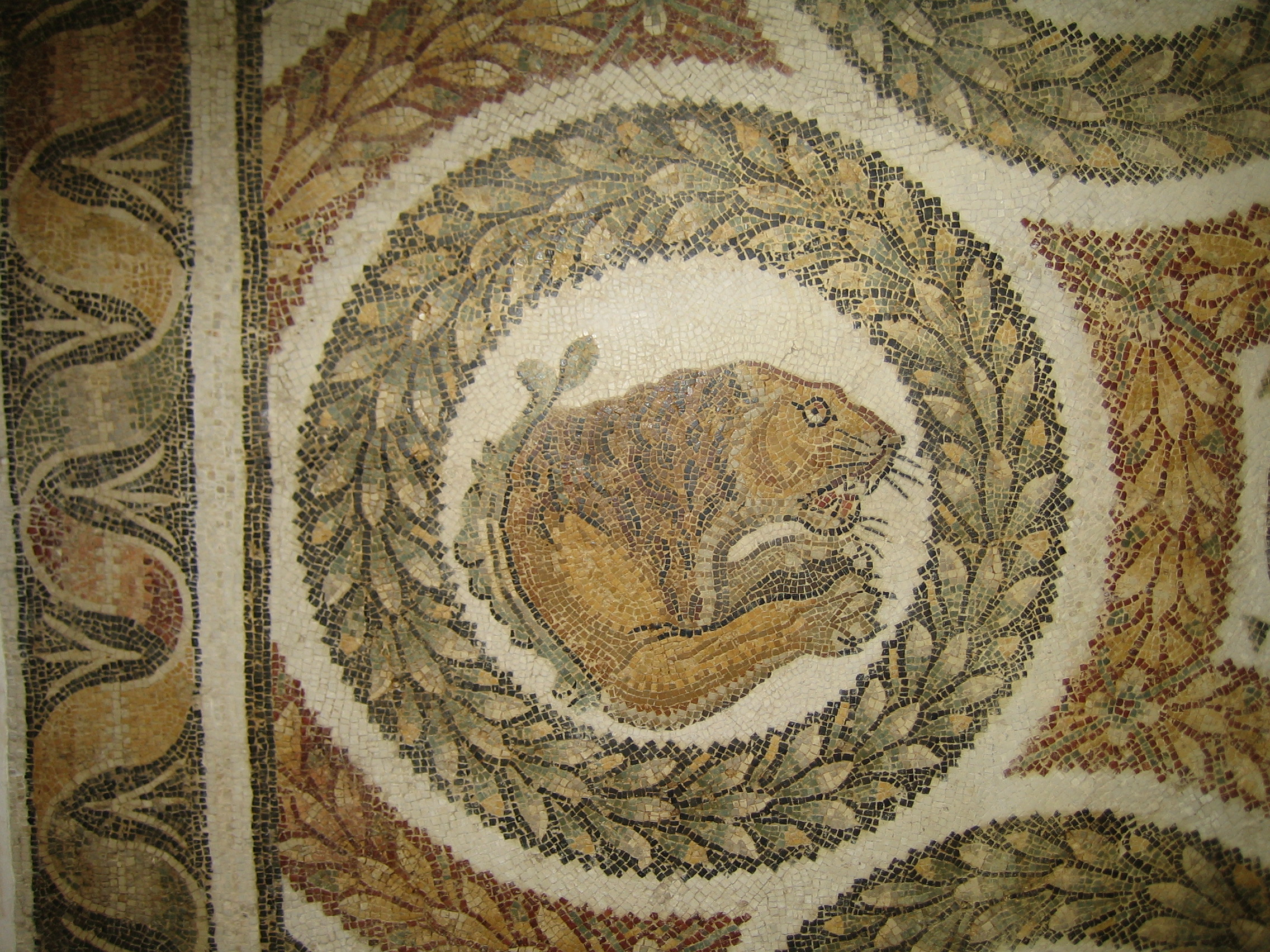
Autre détail de la même mosaïque.

D'autres mosaïques sont situées ailleurs dans le musée. Ainsi, la mosaïque dite du poète tragique absorbé dans une profonde réflexion est datée de la fin du IIe siècle et montre le poète — identifié parfois à Ménandre — en pleine réflexion, placé au milieu d'un décor de feuillages. Un parchemin à la main, il a face à lui deux masques de théâtre. Le musée possède également une représentation des noces de Dionysos et d'Ariane où sont mis en scène les amours de Dionysos sur trois registres. Sur le registre supérieur le dieu, assis sur une peau de panthère, a face à lui Ariane. Le décor, inscrit dans un triangle, est selon Mohamed Yacoub à relier à un « décor conçu pour un fronton de temple ». Les deux registres inférieurs concernent les compagnons de la divinité, l'un Héraclès face à un satyre et l'autre des Bacchantes accompagnées du dieu Pan. La scène se retrouve sur les cratères retrouvés lors des fouilles de l'épave de Mahdia.
L'œuvre dite Thésée et le Minotaure, datée de la fin du IIIe siècle, figure le combat final où Thésée s'apprête à frapper la tête du Minotaure, dont les membres des victimes jonchent le sol. L'entourage de l'emblema figure le labyrinthe. On y trouve aussi un bassin avec tête d'Océan avec xenia ou plutôt une mosaïque de bassin, avec décor de monstres marins, dont le rebord est occupé par des motifs de xenia ou natures mortes, symbole de fécondité. La vie quotidienne est également représentée avec une mosaïque de chasse à courre, malheureusement très mutilée, datant du IVe siècle. Sur les deux registres conservés figurent deux personnages à cheval poursuivant un lièvre, accompagnés d'auxiliaires et d'une chienne ; les chevaux et la chienne sont nommés.
Le sport est représenté dans les pugilistes aux prises, une mosaïque de la fin du IIIe siècle où deux pugilistes portant des gants se battent alors que, de la tête de celui de gauche, coule du sang. Les jeux sont aussi présents avec un aurige vainqueur, emblema malheureusement mutilé d'une mosaïque du début du IVe siècle figurant un aurige portant d'une main une couronne et tenant de l'autre une palme, les rênes du quadrige étant fixés à son corps.

Noces de Dionysos et d'Ariane, fin du IIIe siècle.
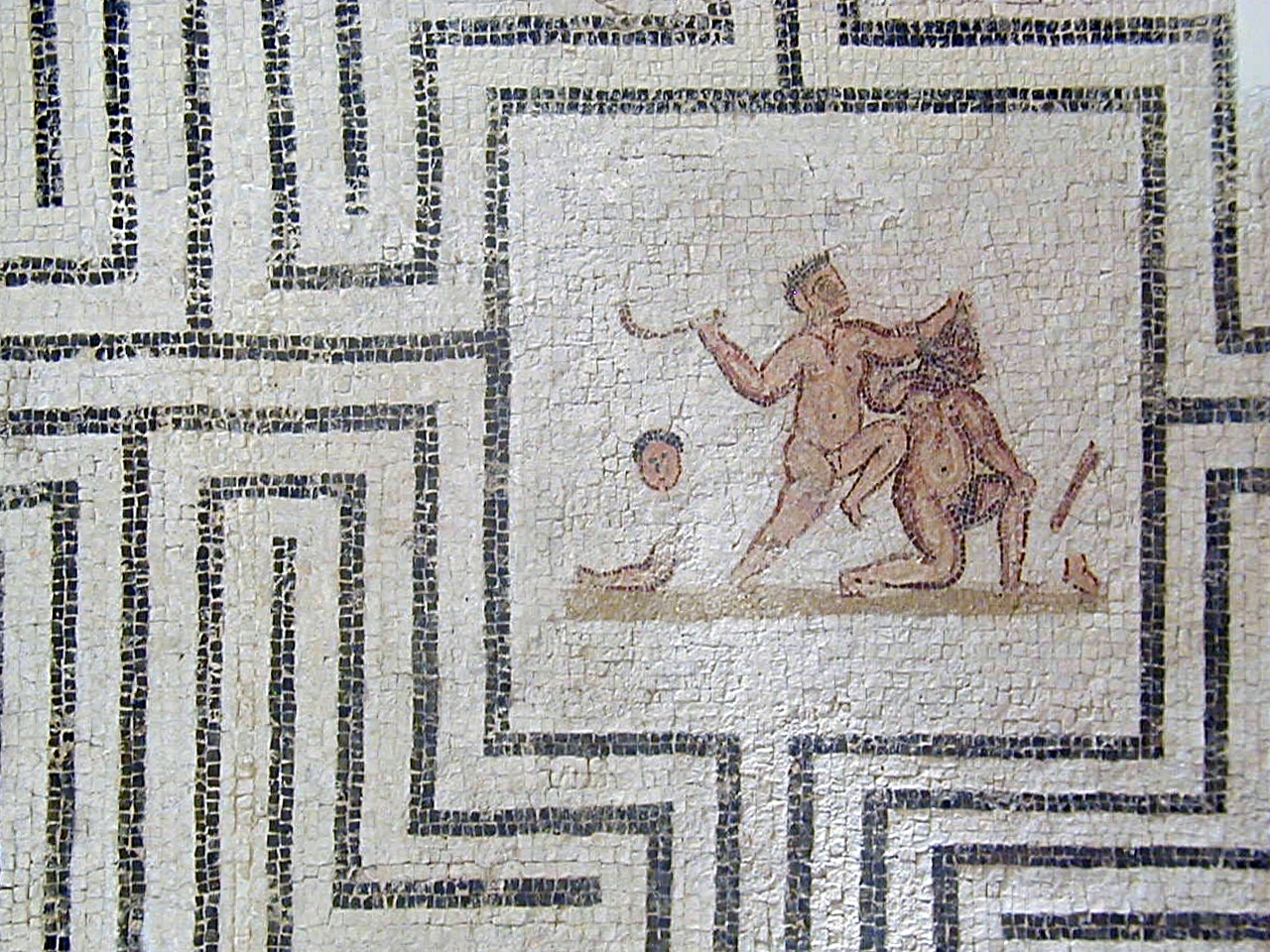
Thésée et le Minotaure.
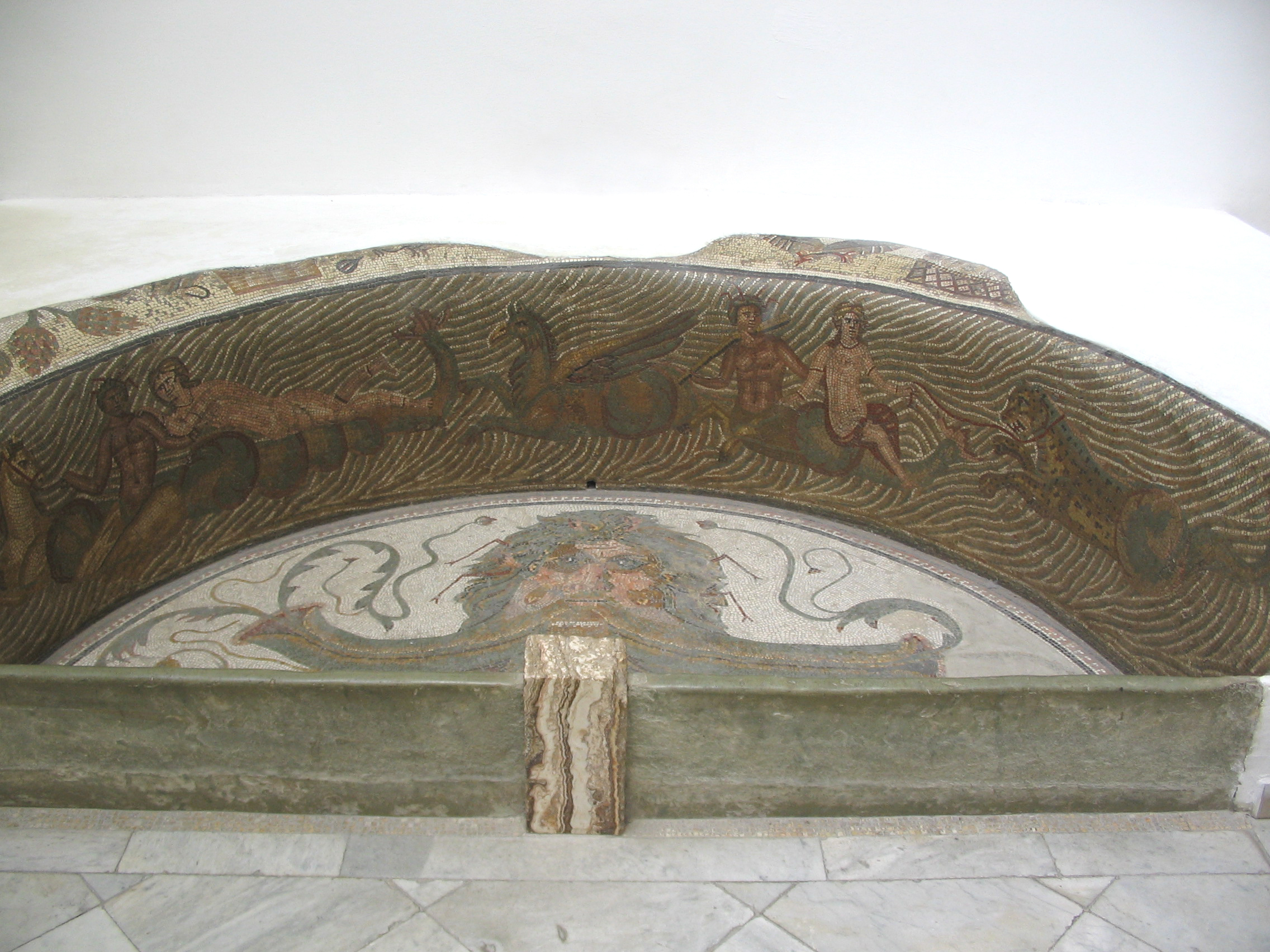
Dieu Océan avec motifs de xenia, IIIe siècle.
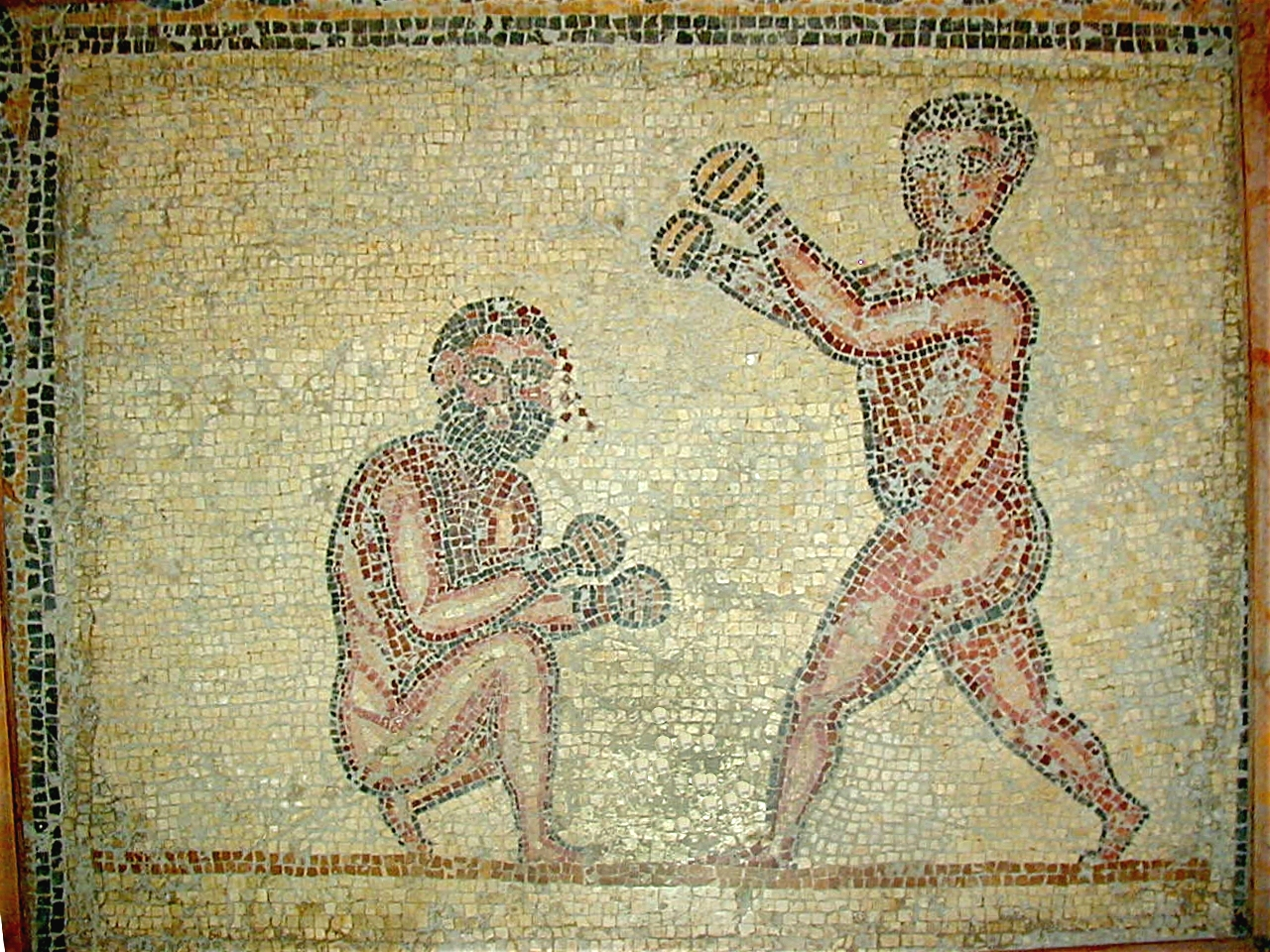
Pugilistes aux prises.
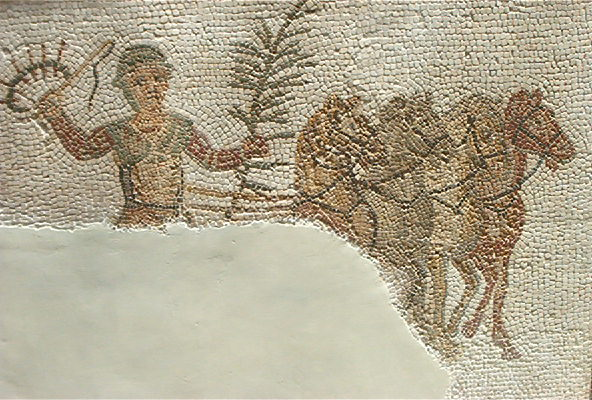
Aurige vainqueur, IVe siècle.